# Júbilo Iwata 2011
Questa voce raccoglie le informazioni riguardanti lo Júbilo Iwata nelle competizioni ufficiali della stagione 2011.

## Stagione
Immediatamente eliminato dalla Coppa dell'Imperatore per mano del JEF United, lo Júbilo Iwata disputò un campionato a risultati alterni, durante il quale oscillò nelle posizioni medie della classifica. In Coppa Yamazaki Nabisco la squadra giunse sino ai quarti di finale, dove fu eliminata a causa di una sconfitta per 3-1 contro il Gamba Osaka.

## Maglie e sponsor
Le maglie, prodotte dalla Puma, recano sulla parte anteriore lo sponsor Yamaha.
| Manica sinistra · Manica sinistra · Maglietta · Maglietta · Manica destra · Manica destra · Pantaloncini · Calzettoni | Manica sinistra · Manica sinistra · Maglietta · Maglietta · Manica destra · Manica destra · Pantaloncini · Calzettoni |  |

## Rosa
| N. |                          | Ruolo | Calciatore           |
| -- | ------------------------ | ----- | -------------------- |
| 1  | Giappone (bandiera)      | P     | Yoshikatsu Kawaguchi |
| 2  | Giappone (bandiera)      | D     | Kenichi Kaga         |
| 3  | Giappone (bandiera)      | D     | Ryū Okada            |
| 5  | Giappone (bandiera)      | C     | Yūichi Komano        |
| 6  | Giappone (bandiera)      | C     | Daisuke Nasu         |
| 10 | Giappone (bandiera)      | C     | Hiroki Yamada        |
| 11 | Giappone (bandiera)      | C     | Norihiro Nishi       |
| 13 | Corea del Sud (bandiera) | D     | Lee Gang-Jin         |
| 15 | Giappone (bandiera)      | C     | Minoru Suganuma      |
| 16 | Giappone (bandiera)      | D     | Jō Kanazawa          |
| 17 | Giappone (bandiera)      | A     | Hidetaka Kanazono    |
| 18 | Giappone (bandiera)      | A     | Ryōichi Maeda        |
| 19 | Giappone (bandiera)      | A     | Tomoyuki Arata       |

| N. |                           | Ruolo | Calciatore        |
| -- | ------------------------- | ----- | ----------------- |
| 20 | Giappone (bandiera)       | C     | Shūto Yamamoto    |
| 21 | Giappone (bandiera)       | P     | Naoki Hatta       |
| 22 | Giappone (bandiera)       | C     | Yuki Kobayashi    |
| 23 | Giappone (bandiera)       | C     | Kōsuke Yamamoto   |
| 25 | Giappone (bandiera)       | A     | Ryōhei Yamazaki   |
| 28 | Giappone (bandiera)       | C     | Keisuke Funatani  |
| 30 | Giappone (bandiera)       | D     | Shinnosuke Honda  |
| 31 | Giappone (bandiera)       | P     | Akihiko Takeshige |
| 32 | Giappone (bandiera)       | P     | Kei Uemura        |
| 33 | Giappone (bandiera)       | D     | Yoshiaki Fujita   |
| 34 | Corea del Nord (bandiera) | A     | Hwang Song-Su     |
| 49 | Brasile (bandiera)        | C     | Rodrigo Souto     |
| 50 | Giappone (bandiera)       | D     | Masahiro Koga     |

## Statistiche

### Statistiche di squadra
| Competizione          | Punti | Totale | Totale | Totale | Totale | Totale | Totale | DR  |
| Competizione          | Punti | G      | V      | N      | P      | Gf     | Gs     | DR  |
| --------------------- | ----- | ------ | ------ | ------ | ------ | ------ | ------ | --- |
| J. League Division 1  | 47    | 34     | 13     | 8      | 12     | 53     | 45     | +8  |
| J. League Cup         | -     | 4      | 2      | 0      | 1      | 9      | 3      | +6  |
| Coppa dell'Imperatore | -     | 2      | 1      | 0      | 1      | 3      | 1      | +2  |
| Totale                | -     | 40     | 16     | 8      | 14     | 64     | 49     | +15 |

### Statistiche dei giocatori
| Giocatore   | J. League Division 1 | J. League Division 1 |
| Giocatore   | Presenze             | Reti                 |
| ----------- | -------------------- | -------------------- |
| Arata       | 13                   | 1                    |
| Fujita      | 31                   | 1                    |
| Funatani    | 6                    | -                    |
| Gang-Jin    | 4                    | -                    |
| Kaga        | 30                   | -                    |
| Kanazawa    | 8                    | -                    |
| Kanazono    | 28                   | 12                   |
| Kawaguchi   | 34                   | -                    |
| Kobayashi   | 33                   | -                    |
| Koga        | 7                    | -                    |
| Komano      | 34                   | 2                    |
| Maeda       | 28                   | 14                   |
| Nasu        | 33                   | 3                    |
| Nishi       | 10                   | -                    |
| Okada       | 4                    | -                    |
| Souto       | 12                   | 2                    |
| Suganuma    | 11                   | -                    |
| Yamada      | 29                   | 5                    |
| Yamazaki    | 19                   | 4                    |
| K. Yamamoto | 23                   | 2                    |
| S. Yamamoto | 28                   | 1                    |